# Öjendorfer See
Der Öjendorfer See befindet sich im Osten Hamburgs im Öjendorfer Park. Er ist als Freizeitgewässer mit zwei Badestellen (Nord und Süd) ausgewiesen.

## Entstehung

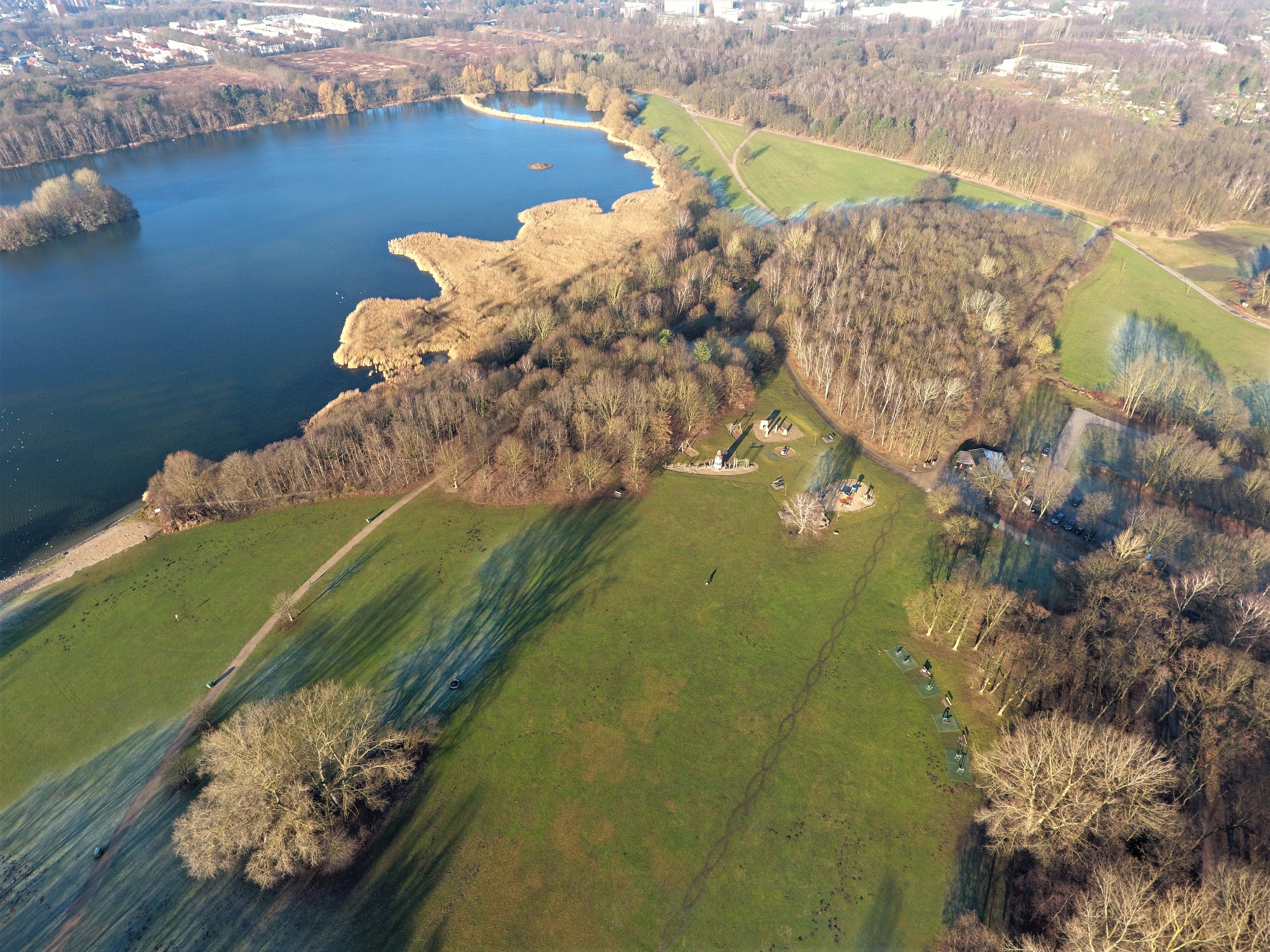
Öjendorfer See

Ursprünglich wurde das Gelände des Sees landwirtschaftlich genutzt. Von 1925 bis 1929 wurde es jedoch auf 10 bis 12 Meter Tiefe ausgegraben, um die Horner Marsch mit dem gewonnenen Sand und Kies aufzuhöhen. Die Grube diente nach dem Ende des Zweiten Weltkriegs dazu, den Schutt der zerstörten Stadtteile im Osten Hamburgs zu deponieren. Die Grube wurde teilweise wieder damit gefüllt. Der Transport des Schuttes erfolgte durch eine Trümmerbahn, die aus den Stadtteilen Hamm und Horn herangeführt wurde. 1954 entstand im Norden des Sees ein Durchstichgraben zum Schleemer Bach. Die Grube wurde mit Wasser gefüllt und dient seitdem als Rückhaltebecken für den Bach. Ein Siel im Süden entwässert den See zum Schleemer Bach. 1959 begann die Umgestaltung des Geländes in den Öjendorfer Park.

## Lebewesen
Im Norden des Sees befindet sich ein Vogelschutzgebiet, das unter anderem als Überwinterungsplatz für Rohrdommeln dient. In dem See lassen sich die Fischarten Aal, Bitterling, Flussbarsch, Hecht, Karausche, Karpfen, Quappe, Rapfen, Rotfeder, Schleie und Ukelei finden.
Das Angeln im Öjendorfer See ist ganzjährig verboten.

## Badesee
Der See verfügt über zwei kleine Sandstrände an den Badestellen. Dort ist das Ufer flach und somit gut zum Badengehen geeignet. Im südlichen Teil gibt es einen abgegrenzten Nichtschwimmerbereich. In der nördlichen Vogelschutzzone ist das Baden nicht gestattet. Es gibt große Liegeflächen. Ein Grillplatz und zwei Kinderspielplätze sind vorhanden. Es gibt zwei Kioske, jeweils mit Toiletteneinrichtungen in der Nähe. Das Parken ist auf mehreren Plätzen kostenlos möglich.
2011 wurde die Badesaison bereits Anfang August aufgrund erhöhter Blaualgenkonzentration beendet. Im Sommer 2018 war der Grenzwert von 50 Mikrogramm Cyanobakterien pro Liter bereits Mitte Juli um ein Vielfaches überschritten.